# Nyctemera purata
Nyctemera purata là một loài bướm đêm thuộc phân họ Arctiinae, họ Erebidae.